# Pterodaustro
Pterodaustro – rodzaj pterozaura z rodziny Ctenochasmatidae żyjącego we wczesnej kredzie na obecnych terenach Ameryki Południowej. Jest znany z setek osobników reprezentujących różne stadia ontogenetyczne pochodzących z datowanych na apt osadów formacji Lagarcito w prowincji San Luis w środkowej Argentynie (Park Narodowy Sierra de las Quijadas). Na ich podstawie wiadomo, że Pterodaustro dorastało do około 2,5 m rozpiętości skrzydeł. W 2010 roku na podstawie cyfrowych trójwymiarowych modeli Pterodaustro Donald Henderson obliczył jego masę na około 590 g. Pterozaur ten jest znany ze skamieniałości osobników znacznie różniących się wielkością, czym bardziej przypomina niewielkie jurajskie pterozaury, takie jak Rhamphorhynchus i Pterodactylus, niż duże kredowe pterodaktyle, jak Nyctosaurus i Pteranodon, wśród których występowały stosunkowo niewielkie różnice rozmiarów pomiędzy młodymi i dorosłymi. Dojrzałość płciową Pterodaustro osiągało prawdopodobnie po około dwóch latach, a wzrastanie kontynuowało przez kolejne trzy-cztery lata. Aktywne reprodukcyjnie samice przypuszczalnie odkładały tkankę rdzenną służącą im jako źródło wapnia do produkcji skorupki jaja podczas jajeczkowania. Jedną z charakterystycznych cech Pterodaustro były jego przypominające szczecinki zęby, którymi odfiltrowywało z wody drobne bezkręgowce – niektórzy naukowcy sugerowali, że są one zbudowane ze zrogowaciałej tkanki przypominającej fiszbiny, jednak analiza Luisa Chiappego i Anusuyi Chinsamy wykazała, że są to prawdziwe zęby.